# 田川市
田川市（たがわし）は、福岡県の中央部に位置する市。筑豊地域（都市計画の圏域では筑豊都市圏）に属し、飯塚市、直方市と並んで筑豊三都に挙げられる。
炭坑節発祥の地としても知られ、筑豊最大の炭都であった歴史を活かしたまちづくりが行われている。

## 地理

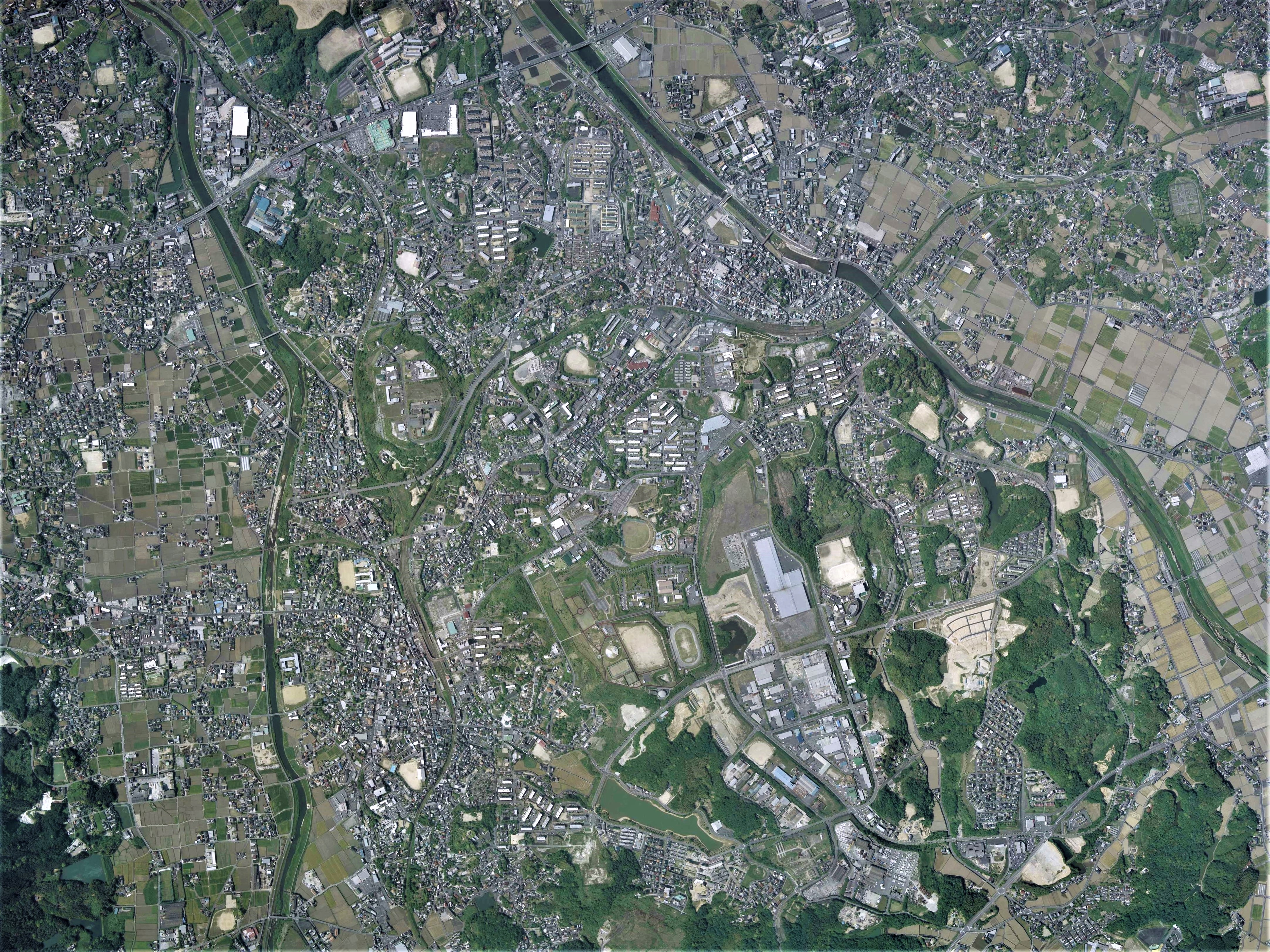
田川市中心部周辺の空中写真。
2009年5月1日撮影の2枚を合成作成。。

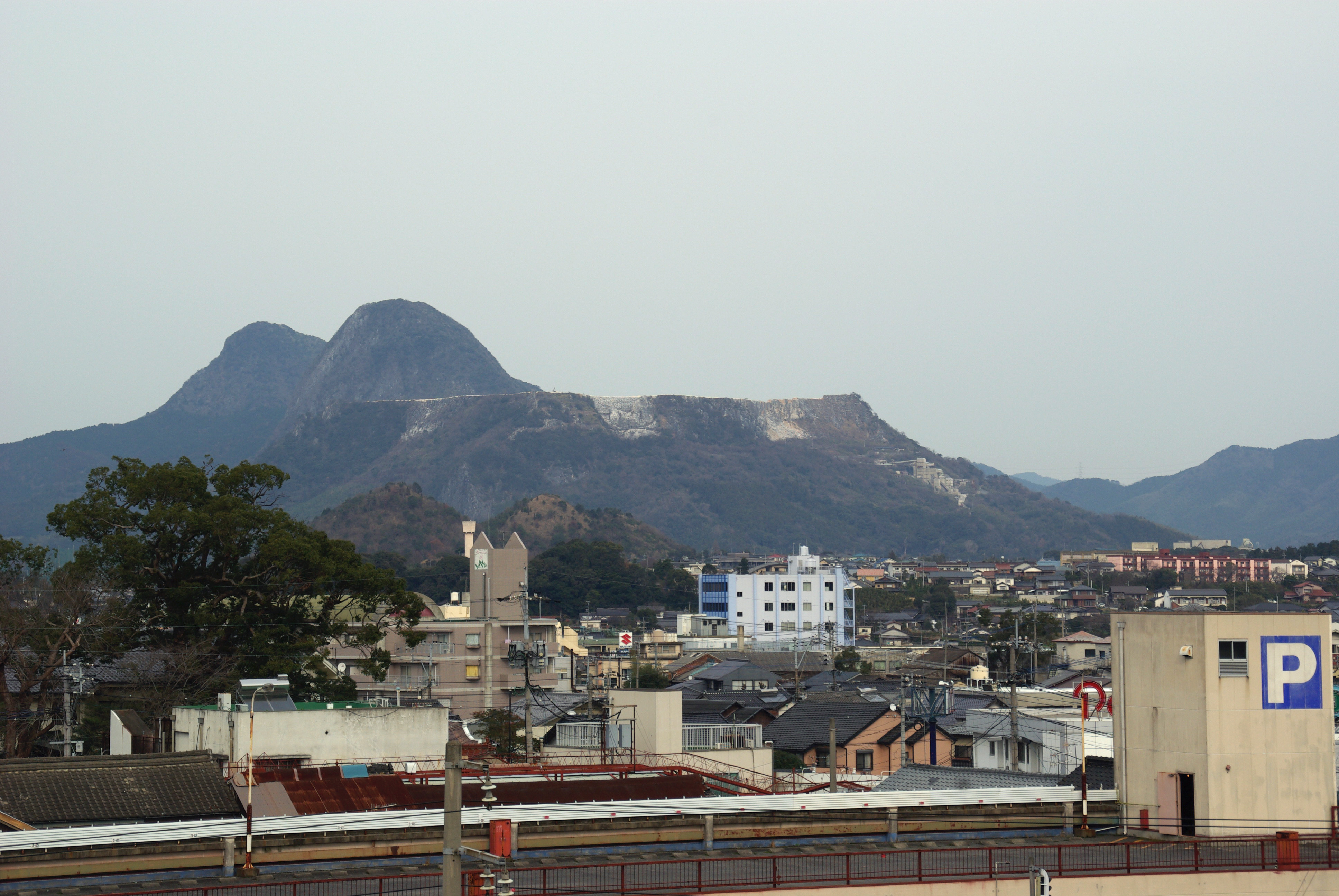
香春岳

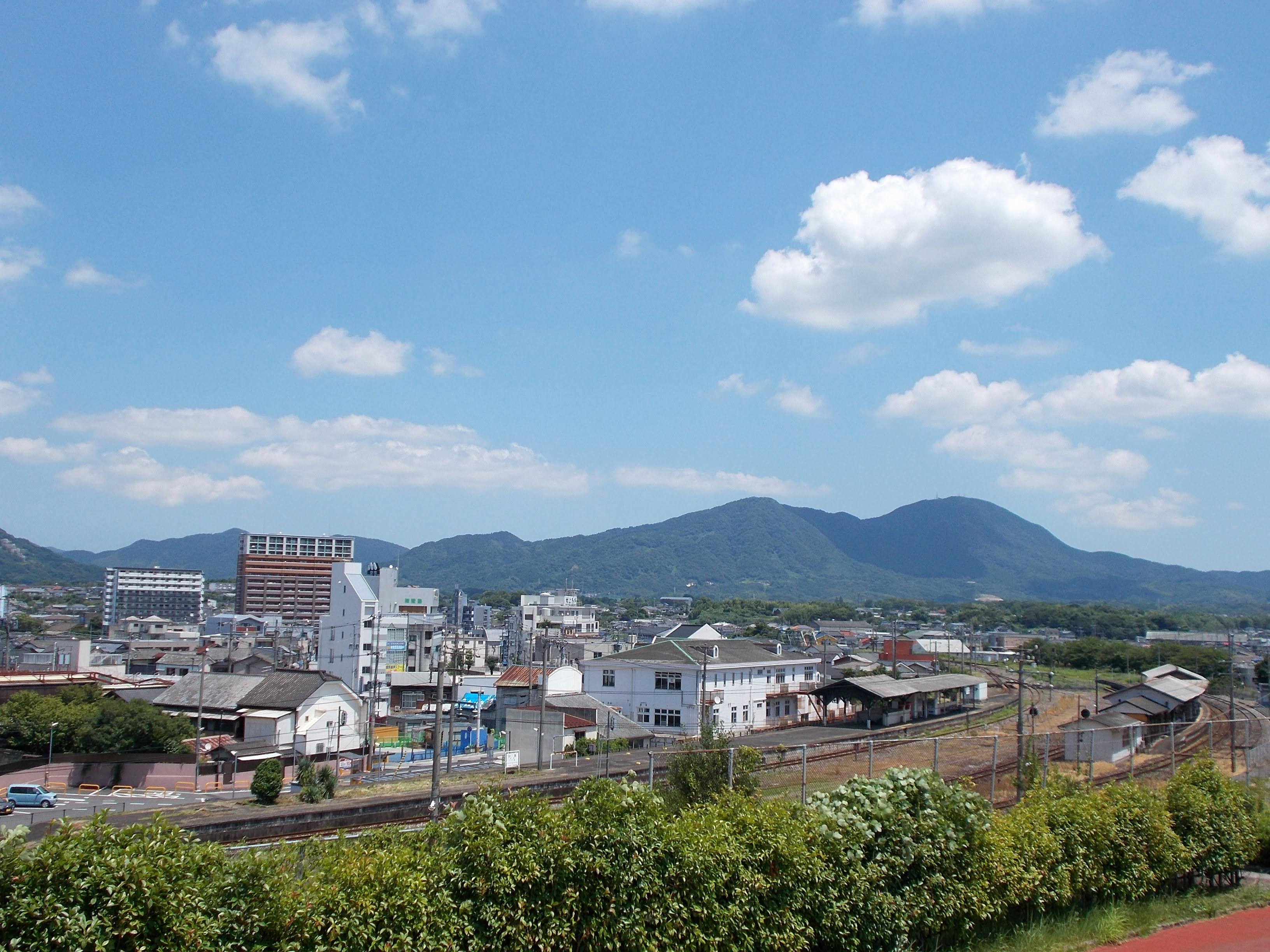
田川市街（伊田地区）と大坂山

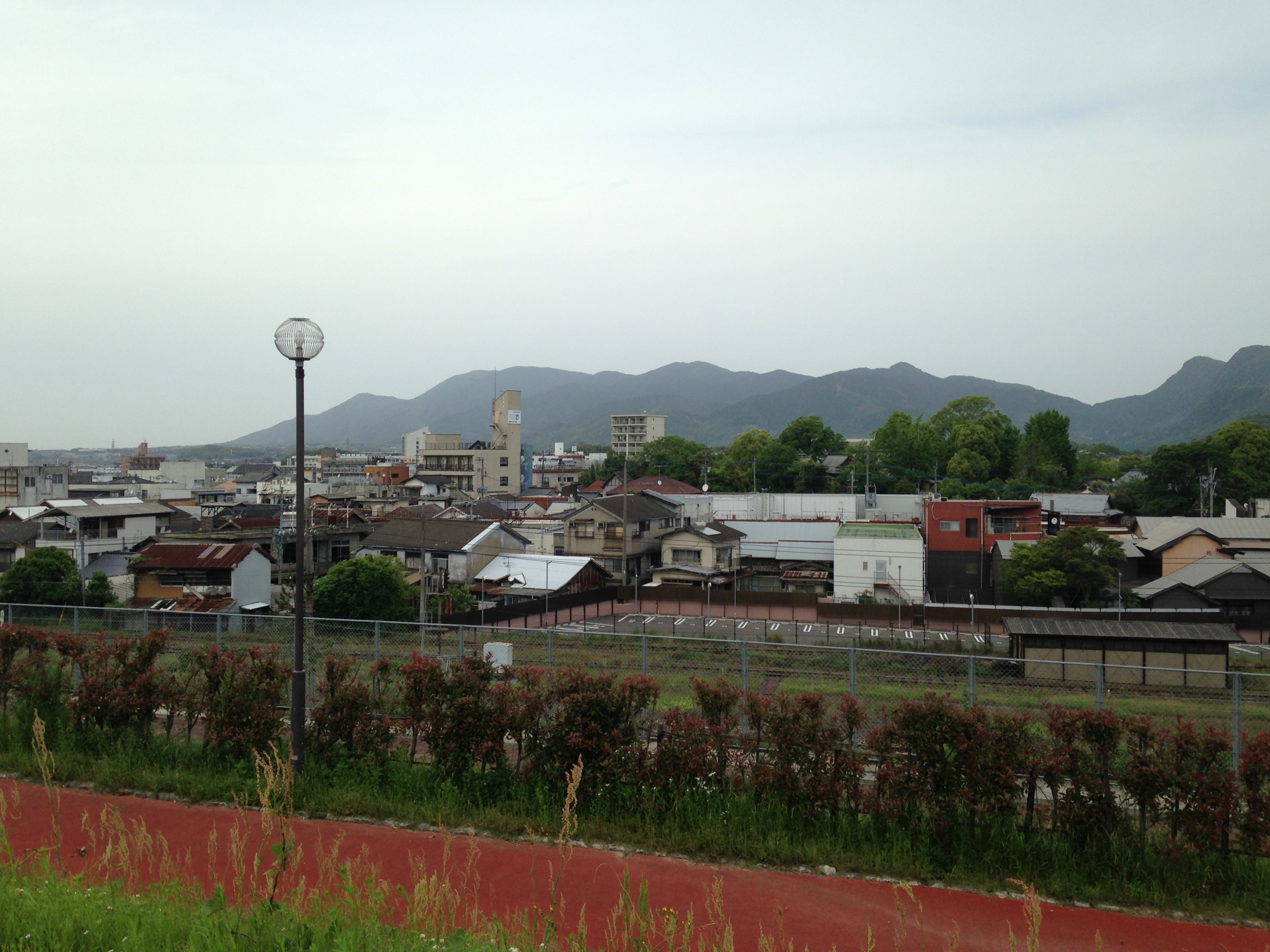
市内から望む福智山

田川市は福岡県のほぼ中央部に位置し、北九州市中心部から南南西約30km、福岡市から東北東約50km、行橋市から西約20kmの地点にある。
北を除いて、東、西、南の三方を山々に囲まれている。東には田川のシンボルでもある香春岳、西には船尾山、南には全国的に霊峰として知られる英彦山を主峰とする山々が並ぶ。平野部には英彦山を源流とする彦山川と中元寺川が流れ、下流の平野部と結ばれている。

### 気候
三方を山に囲まれた内陸部に位置するため、冬季は放射冷却で冷え込みやすく雪が降ると積雪することもある。夏季は真夏日になる日が多く、35度以上になる日もある。

### 河川
- 彦山川
- 中元寺川
- 金辺川

### 隣接している市町村
- 田川郡香春町、糸田町、福智町、川崎町、大任町
- 飯塚市
- 嘉麻市

### 地名
旧後藤寺町
- 川宮
- 奈良
- 弓削田
- 千代町（1966年、奈良・伊田・川宮より発足）
- 平松町（1966年、奈良・伊田より発足）
- 丸山町（1966年、奈良より発足）
- 春日町（1967年、奈良より発足）
- 上本町（1967年、奈良より発足）
- 桜町（1967年、奈良・川宮より発足）
- 大黒町（1967年、奈良より発足）
- 西本町（1967年、奈良より発足）
- 本町（1967年、奈良より発足）
- 宮尾町（1967年、奈良より発足）

旧伊田町
- 伊加利
- 伊田
- 夏吉（旧金川村）
- 糒（旧金川村）
- 栄町（1966年、伊田より発足）
- 新町（1966年、伊田・川宮より発足）
- 中央町（1966年、伊田より発足）
- 日の出町（1966年、伊田より発足）
- 伊田町（1967年、伊田より発足）
- 魚町（1967年、伊田より発足）
- 寿町（1967年、伊田より発足）
- 白鳥町（1967年、伊田より発足）
- 番田町（1967年、伊田より発足）

旧猪位金村
- 猪国
- 位登

## 歴史

### 明治から1960年代にかけて

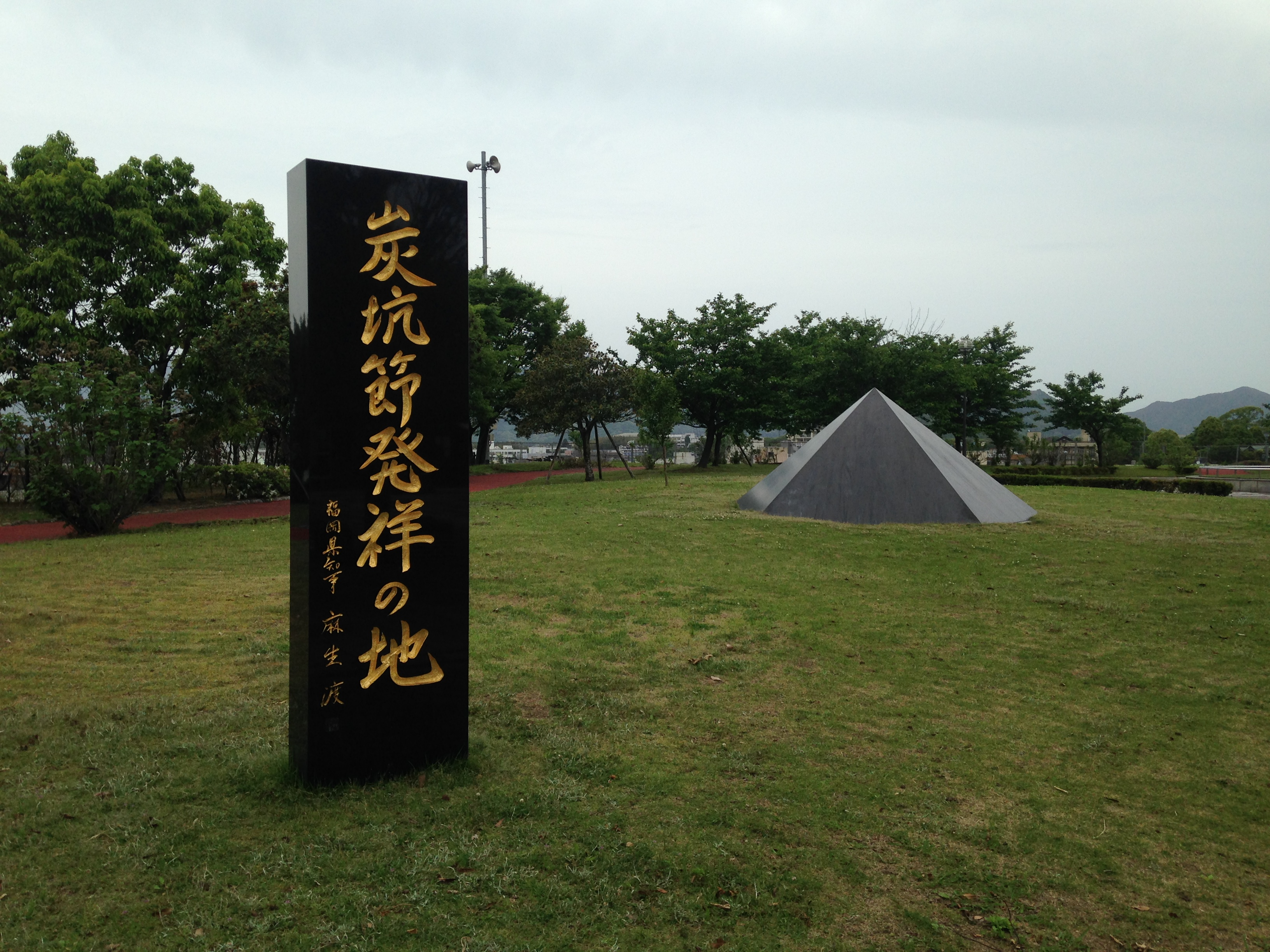
炭坑節発祥の地

現在の田川市域は、猪位金村猪膝が小規模な宿場町であったほかは、いずれも純農村地帯であった。明治18年に田川地方は海軍予備炭田に指定され、新たな坑口の開設が制限されていたが、明治22年に制限が解除されるとともに、田川採炭会社が大規模な坑口を後藤寺に2カ所、伊田に1カ所開き、やがて田川市の二大核心となる素地をつくった。
明治年間から小規模ではあるが後の三井田川炭鉱の開発が始まり、1904年（明治37年）に三井財閥系の三井鉱山（現日本コークス工業）に経営権が移ると仕事を求めて全国から移住者が訪れた。
田川は筑豊最大の炭都として栄え、1943年に後藤寺町と伊田町が合併し、田川市が誕生。
戦後、1949年（昭和24年）5月20日には、市役所などに昭和天皇の戦後巡幸があった。三井中央グラウンドが奉迎場となった。
1950年代には人口が10万人を突破する一方で、1955年（昭和30年）6月16日には三井田川鉱業所の第3坑内でガス爆発が発生し、5人が死亡、16人が重軽傷を負う事故も発生した。
1960年代のエネルギー革命でエネルギー源が石炭から石油に転換すると、石炭産業にかげりが見え始めた。1964年（昭和39年）、三井田川鉱業所は閉山。その後は新会社の新田川炭鉱が事業を引き継ぐ形で操業を始めたが、1969年（昭和44年）に閉山。この影響で、市内に残っていた小規模炭鉱も閉山を強いられ、1971年（昭和46年）に田川市内の炭鉱は全て閉山した。

### 閉山から現在まで
炭鉱の閉山後、全盛期の半分近くまで人口は減少したが、産業構造の転換や住宅団地の開発などの取り組みが進められた。工業では、北九州工業地帯に近い地の利を活かして工業団地を造成。白鳥工業団地や望岳台団地などが整備され、製造業や流通業の進出が進んだ。交通面では、国道201号田川バイパスや烏尾トンネル、国道322号バイパスの整備が進み、福岡都市圏・北九州都市園へのアクセスが飛躍的に向上。医療・福祉では、1992年に医療・福祉の人材の育成を目指し、伊田地区に福岡県立大学が設立された。
近年では、田川市石炭・歴史博物館が所蔵している山本作兵衛の炭鉱記録画がユネスコ記憶遺産に登録され、観光客も増えている。

### 市域の変遷
- 1943年11月3日 - 田川郡伊田町・後藤寺町が新設合併し、田川市が発足。
- 1955年1月1日 - 猪位金村（猪国の一部を除く）を編入。

### 歴代市長
| 代    | 氏名       | 就任年月日    | 退任年月日     | 備考       |
| ----- | ---------- | ------------- | -------------- | ---------- |
| 初    | 林田春次郎 | 1943年11月3日 | 1946年11月22日 |            |
| 2     | 久野保     | 1947年4月6日  | 1951年4月4日   | 以後、公選 |
| 3     | 香月保     | 1951年4月24日 | 1955年1月31日  |            |
| 4-9   | 坂田九十百 | 1955年4月30日 | 1979年4月29日  |            |
| 10-15 | 滝井義高   | 1979年4月30日 | 2003年4月29日  |            |
| 16-18 | 伊藤信勝   | 2003年4月30日 | 2015年4月29日  |            |
| 19-20 | 二場公人   | 2015年4月30日 | 2023年4月29日  |            |
| 21    | 村上卓哉   | 2023年4月30日 | 現職           |            |

## 行政

### 市長
- 村上卓哉（1期目）
- 任期：2027年4月29日

### 市議会
- 定数：18人
- 任期：2027年5月1日

### 一部事務組合・広域連合
- 田川地区斎場組合
- 田川地区消防組合
- 田川地区清掃施設組合
- 田川広域水道企業団
- 田川郡東部環境衛生施設組合
- 田川地区広域環境衛生施設組合
- 福岡県介護保険広域連合
- 福岡県後期高齢者医療広域連合

## 公共機関

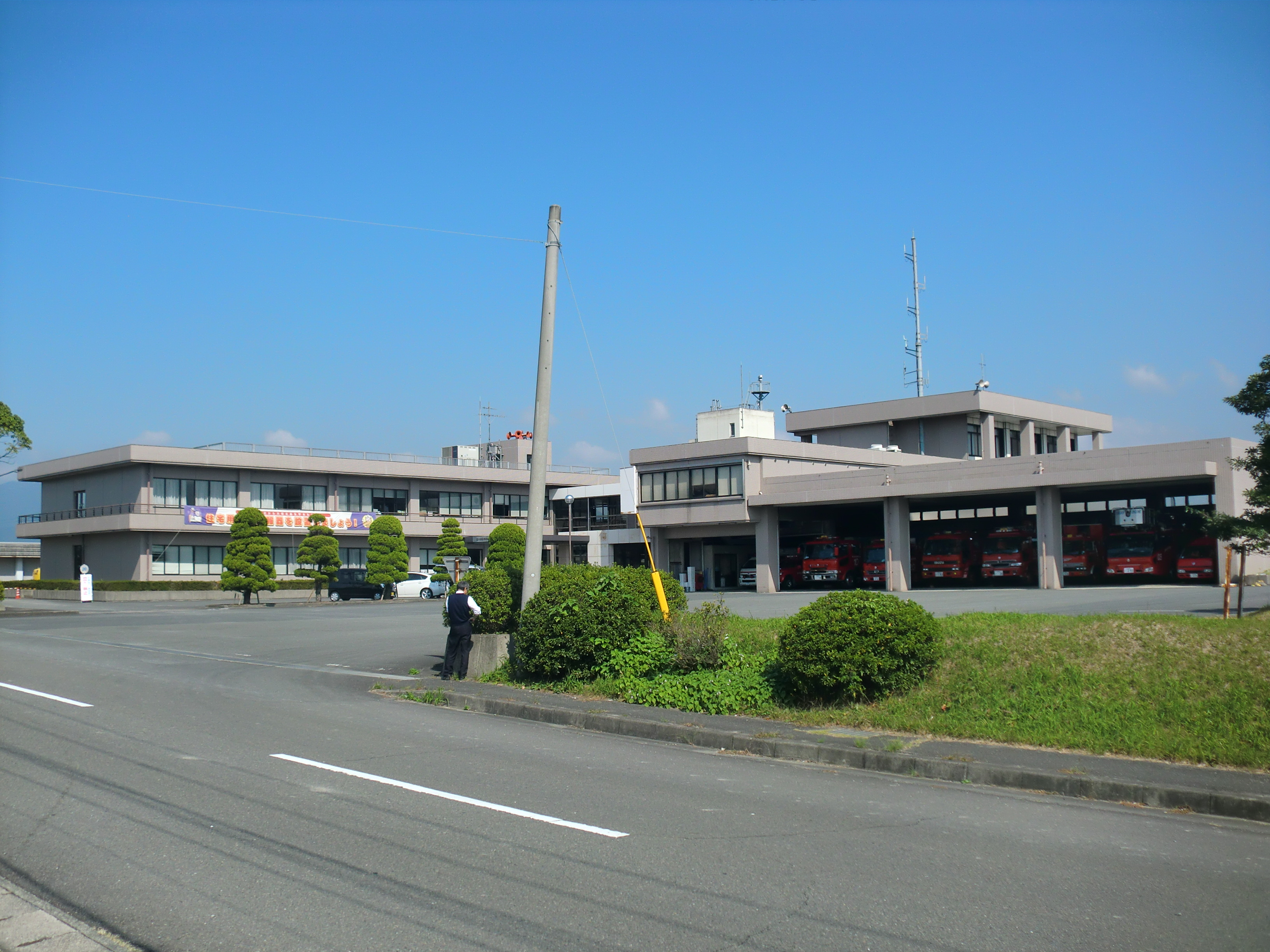
田川地区消防本部

### 防災
- 田川地区消防本部消防署

### 警察

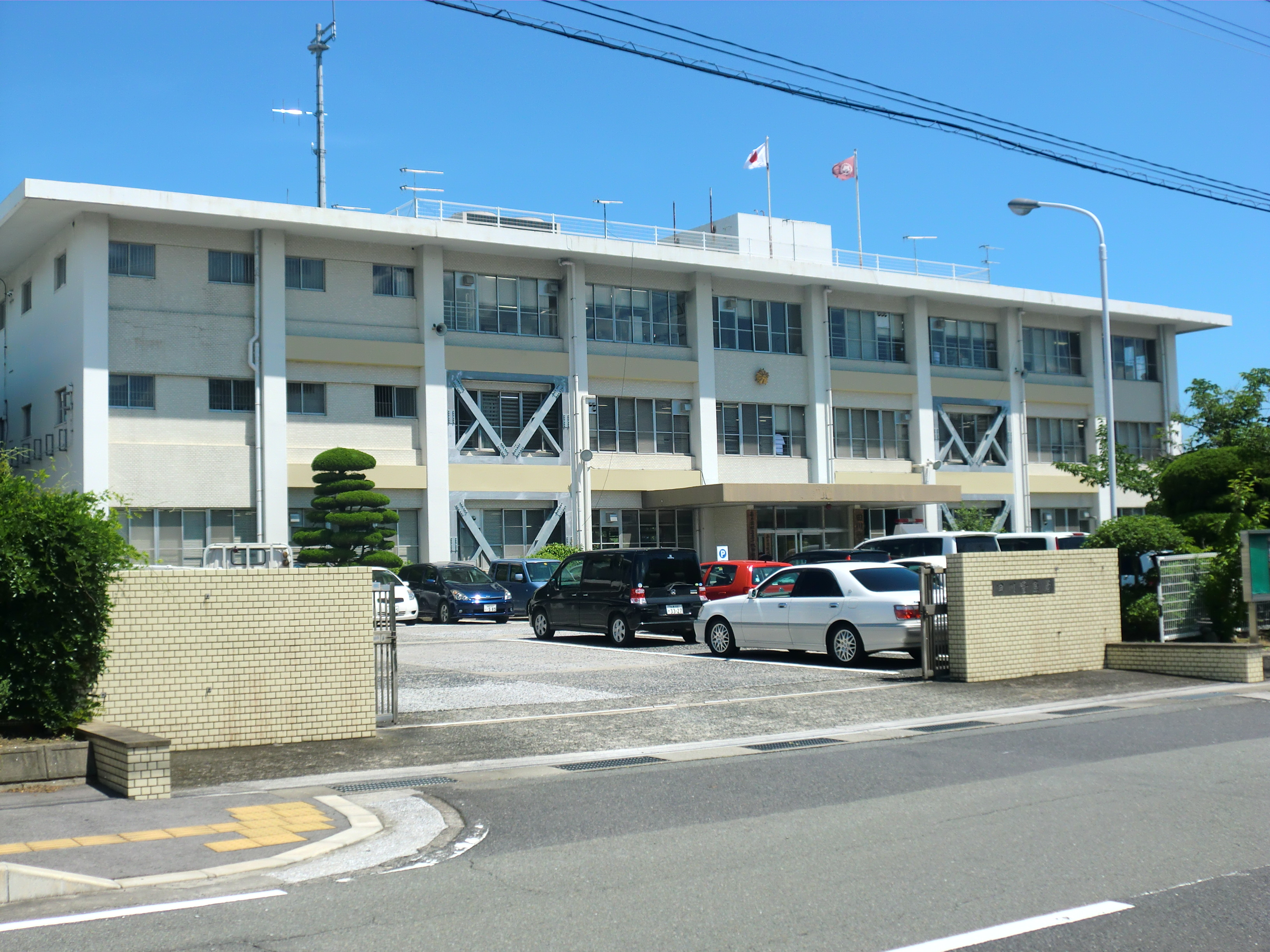
田川警察署

- 福岡県警察田川警察署
  - 魚町交番
  - 後藤寺交番
  - 夏吉駐在所
  - 糒駐在所
  - 伊加利駐在所
  - 猪国駐在所

### 医療
救急指定病院
- 田川市立病院（地域災害拠点病院）
- 社会保険田川病院
- 医療法人鷹ノ羽会 村上外科病院

田川メディカルセンター（田川医師会）
- 田川地区急患センター
- 田川地域産業保健センター
- 在宅医療・介護支援センター

### 国の機関
- 福岡法務局田川支局
- 福岡地方裁判所田川支部
- 福岡家庭裁判所田川支部
- 田川簡易裁判所
- 福岡刑務所田川拘置支所
- 福岡地方検察庁田川支部
  - 田川区検察庁
- 福岡国税局田川税務署
- 田川公共職業安定所（ハローワーク田川）
  - 新卒応援コーナー - 大学等[注釈 1]の新規学卒者、卒業後3年以内の既卒者対象。2015年より設置。
- 福岡労働局田川労働基準監督署
- 福岡法務局田川支局
- 国土交通省遠賀川河川事務所田川出張所

### 県の機関
- 福岡県田川総合庁舎
  - 田川県税事務所
  - 田川保健福祉事務所
  - 教育庁筑豊教育事務所田川駐在
- 田川県土整備事務所
- 福岡県田川児童相談所
- 福岡県田川普及指導センター

## 地域

### 人口
| |                                        |  |
| 田川市と全国の年齢別人口分布（2005年） | 田川市の年齢・男女別人口分布（2005年） |  |
| ■紫色 ― 田川市 ■緑色 ― 日本全国 | ■青色 ― 男性 ■赤色 ― 女性              |  |
| 田川市（に相当する地域）の人口の推移 \| 1970年（昭和45年） \| 64,233人 \| \| \| 1975年（昭和50年） \| 61,464人 \| \| \| 1980年（昭和55年） \| 60,077人 \| \| \| 1985年（昭和60年） \| 59,727人 \| \| \| 1990年（平成2年） \| 57,700人 \| \| \| 1995年（平成7年） \| 56,547人 \| \| \| 2000年（平成12年） \| 54,027人 \| \| \| 2005年（平成17年） \| 51,534人 \| \| \| 2010年（平成22年） \| 50,605人 \| \| \| 2015年（平成27年） \| 48,441人 \| \| \| 2020年（令和2年） \| 46,203人 \| \| |                                        |  |
| 総務省統計局 国勢調査より |                                        |  |
| 1970年（昭和45年） | 64,233人                               |  |
| 1975年（昭和50年） | 61,464人                               |  |
| 1980年（昭和55年） | 60,077人                               |  |
| 1985年（昭和60年） | 59,727人                               |  |
| 1990年（平成2年） | 57,700人                               |  |
| 1995年（平成7年） | 56,547人                               |  |
| 2000年（平成12年） | 54,027人                               |  |
| 2005年（平成17年） | 51,534人                               |  |
| 2010年（平成22年） | 50,605人                               |  |
| 2015年（平成27年） | 48,441人                               |  |
| 2020年（令和2年） | 46,203人                               |  |

### 地域構成
- 伊加利（いかり）
  - 城山団地（じようやまだんち）、田中（たなか）、中央団地1区（ちゆうおうだんちいつく）、中央団地2区（ちゆうおうだんちにく）、中央団地3区（ちゆうおうだんちさんく）、中央団地4区（ちゆうおうだんちよんく）、三井平原（みついひらばる）
- 伊田（いた）
  - 川端町（かわばたまち）、古賀町（こがまち）、下伊田（しもいた）、鉄砲町（てつぽうまち）、ひかりケ丘（ひかりがおか）、松原1区（まつばらいつく）、松原2区（まつばらにく）、松原3区（まつばらさんく）、三井伊田（みついいた）、三井鎮西（みついちんぜい）、南白鳥町（みなみしらとりまち）、芳ケ谷（よしがたに）
- 伊田町（いたまち）
- 位登（いとう）
  - 清美町（きよみちよう）、長尾（ながお）
- 猪国（いのくに）
- 魚町（うおまち）
- 春日町（かすがまち）
- 上本町（かみほんまち）
- 川宮（かわみや）
  - 新生町（しんせいちよう）、高住町（たかすみちよう）、平岡（ひらおか）、三井大藪（みついおおやぶ）、籾井（もみい）
- 寿町（ことぶきまち）
- 栄町（さかえまち）
- 桜町（さくらまち）
- 白鳥町（しらとりまち）
- 新町（しんまち）
- 大黒町（だいこくまち）
- 中央町（ちゅうおうまち）
- 千代町（ちよまち）
- 夏吉（なつよし）
  - 泉ケ丘（いずみがおか）、伊田見町（いたみまち）、糸飛（いととび）、桐ケ丘（きりがおか）、立見（たてみ）、夏吉2区（なつよしにく）、夏吉緑ケ丘（なつよしみどりがおか）、東町（ひがしまち）、蛍ケ丘（ほたるがおか）、御祓（みそぎ）、吉田（よしだ）
- 奈良（なら）
  - 大浦朝日ケ丘（おおうらあさひがおか）、大浦団地（おおうらだんち）、大浦町（おおうらまち）、会社町（かいしやまち）、清水町（しみずまち）、西平松町（にしひらまつちよう）、三井後藤寺（みついごとうじ）、三井本部西（みついほんぶにし）
- 西本町（にしほんまち）
- 番田町（ばんだまち）
- 日の出町（ひのでまち）
- 平松町（ひらまつまち）
- 糒（ほしい
  - あさひ台県住（あさひだいけんじゆう）、向陽台（こうようだい）、桜ケ丘（さくらがおか）、昭和団地（しようわだんち）、西ケ浦団地（にしがうらだんち）、日吉町（ひよしまち）、日吉町市住（ひよしまちしじゆう）
- 本町（ほんまち）
- 丸山町（まるやままち）
- 宮尾町（みやおまち）
- 弓削田（ゆげた）
  - 角銅原（かくどうばる）、上弓削田（かみゆげた）、下見立（しもみたて）、下弓削田（しもゆげた）、野上（のがみ）、見立（みたて）

## 教育

### 大学

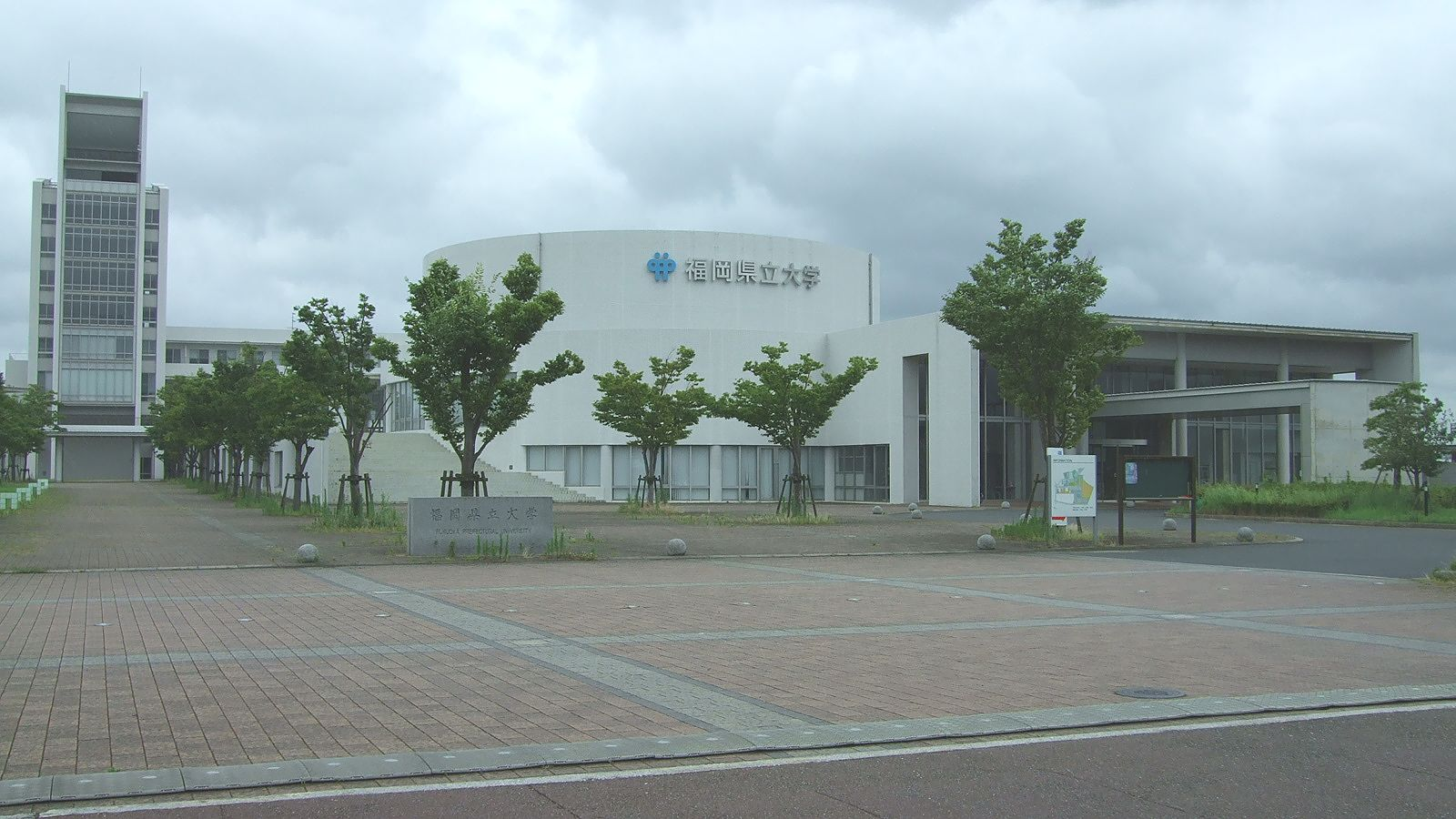
福岡県立大学（正門）

- 福岡県立大学

### 高等学校
公立
- 福岡県立西田川高等学校
- 福岡県立東鷹高等学校[注釈 2]
- 福岡県立田川科学技術高等学校[注釈 3]

このほか、福岡県立田川高等学校については田川郡香春町に所在している。
私立
- 福智高等学校[注釈 4]

### 中学校
市内に8校ある中学校のうち、猪位金中学校（猪位金学園）を除いた7校が2校に再編された。両校とも2023年（令和5年）4月に開校。
田川東中学校は旧伊田中学校の敷地、田川西中学校は旧後藤寺中学校の敷地にそれぞれ開校した。
- 田川市立田川東中学校
- 田川市立田川西中学校

#### 閉校した中学校
- 田川市立伊田中学校（田川市立田川東中学校に統合）- 跡地に田川東中学校が開校。
- 田川市立中央中学校（同上）
- 田川市立鎮西中学校（同上）
- 田川市立金川中学校（同上）
- 田川市立後藤寺中学校（田川市田川西中学校に統合）- 跡地に田川西中学校が開校。
- 田川市立田川中学校（同上）
- 田川市立弓削田中学校（同上）

### 小学校
- 田川市立田川小学校
- 田川市立後藤寺小学校
- 田川市立弓削田小学校
- 田川市立大浦小学校
- 田川市立伊田小学校
- 田川市立鎮西小学校
- 田川市立大藪小学校
- 田川市立金川小学校

### 小中一貫校
- 田川市立小中一貫校猪位金学園（併設型小中一貫校）[注釈 5]

### 学校教育以外の施設
- 田川高等技術専門校（職業能力開発促進法に基づく職業能力開発校）

## 産業

### 概要
閉山した炭鉱跡地などを活用して工業団地の整備を行い、市内への企業誘致が進められている。

### 鉱工業・製造業
- 石炭産業とともに近代の田川市を支えてきたセメント産業は現在でも残っており、市西部の船尾山で麻生セメントによる石灰石の採掘が行われている。
- チョコレート駄菓子として有名なチロルチョコを製造する松尾製菓の本社工場がある。
- 市内の白鳥工業団地には、大手ディスカウントストアトライアルカンパニーの物流センターのほか、洋服の青山を展開する青山商事の商品センターがある。
- 市北部の横島団地（川宮・新生町地区）には、ドリンクびん、調味料びん、清涼飲料びんなどを製造する日本耐酸壜工業の九州工場がある。

### 田川市に本社を置く主な企業
- 中村産業グループ
- 柏木商店グループ - 「本家 山賊鍋」などの店舗を展開。
- フラワーベーカリー
- くすりのコーエイ（ドラッグコーエイ）
- 三好食品工業
- 田川信用金庫
- 松尾製菓株式会社
- レゾナック・オートモーティブプロダクツ
- 株式会社ティー・エル・エス

### 田川市発祥の企業
- チロルチョコ株式会社 - 松尾製菓の企画・販売部門を分社化して東京都千代田区に設立。
- ミスターマックス・ホールディングス - 旧・平野電機株式会社。のちに本社を福岡市に移転して現社名となる。

### IT化への取り組み
平成14年、伊田地区に開館した「たがわ情報センター」を中心として、田川市郡の企業・大学・各種教育機関・商業施設等におけるIT化推進への取り組みが行われた。
たがわ情報センターでは、パソコン講座の開設、無料インターネットサービスの提供のほか、一部情報関連の資格試験を開催していた。しかし、近年の情報社会の進展により施設の役割を終えたため、2023年9月末をもって閉館した。

## 商業

### 概要
田川伊田駅周辺地域と田川後藤寺駅周辺地域を中核拠点として、両地域を繋ぐ国道322号沿い、および田川市役所交差点から南北に伸びる青葉中央通り沿いに中心市街地が形成されている。後藤寺地区の市街地の一部は、国道322号に沿って川崎町池尻地区にまで連なっている。
また昭和50年代に国道201号田川バイパスが開通してからは、市街地が中心部から北側に拡大しており、田川バイパス沿線の川宮・下伊田・夏吉地区では、郊外型の商業エリアが形成されている

### 郊外型商業地
国道201号田川バイパス（ウイングロード田川）沿いに、大型ロードサイド店舗が集積している。かつて下伊田地区には、筑豊青果田川市場・田川魚市場が立地していたが、後に両市場は閉鎖され、跡地にスーパーセンタートライアル田川店が開店。それ以降付近にはファストフード店などの郊外型店舗が進出した。2009年の飯塚庄内田川バイパスの開通以降、田川バイパスが福岡と北九州を結ぶ主要幹線として機能しており、それに伴って沿線へのロードサイド型店舗の集積が進んでいる。
- 川宮地区 - サンリブ田川、ミスターマックス田川バイパス店、メルクス田川などの大型ショッピングセンターが立地している。
- 下伊田地区 - トライアル田川店や郊外型のファストフード店などが立地している。
- 夏吉地区 - 香春町の境界にかけて郊外型店舗が集積している。

### 中心市街地

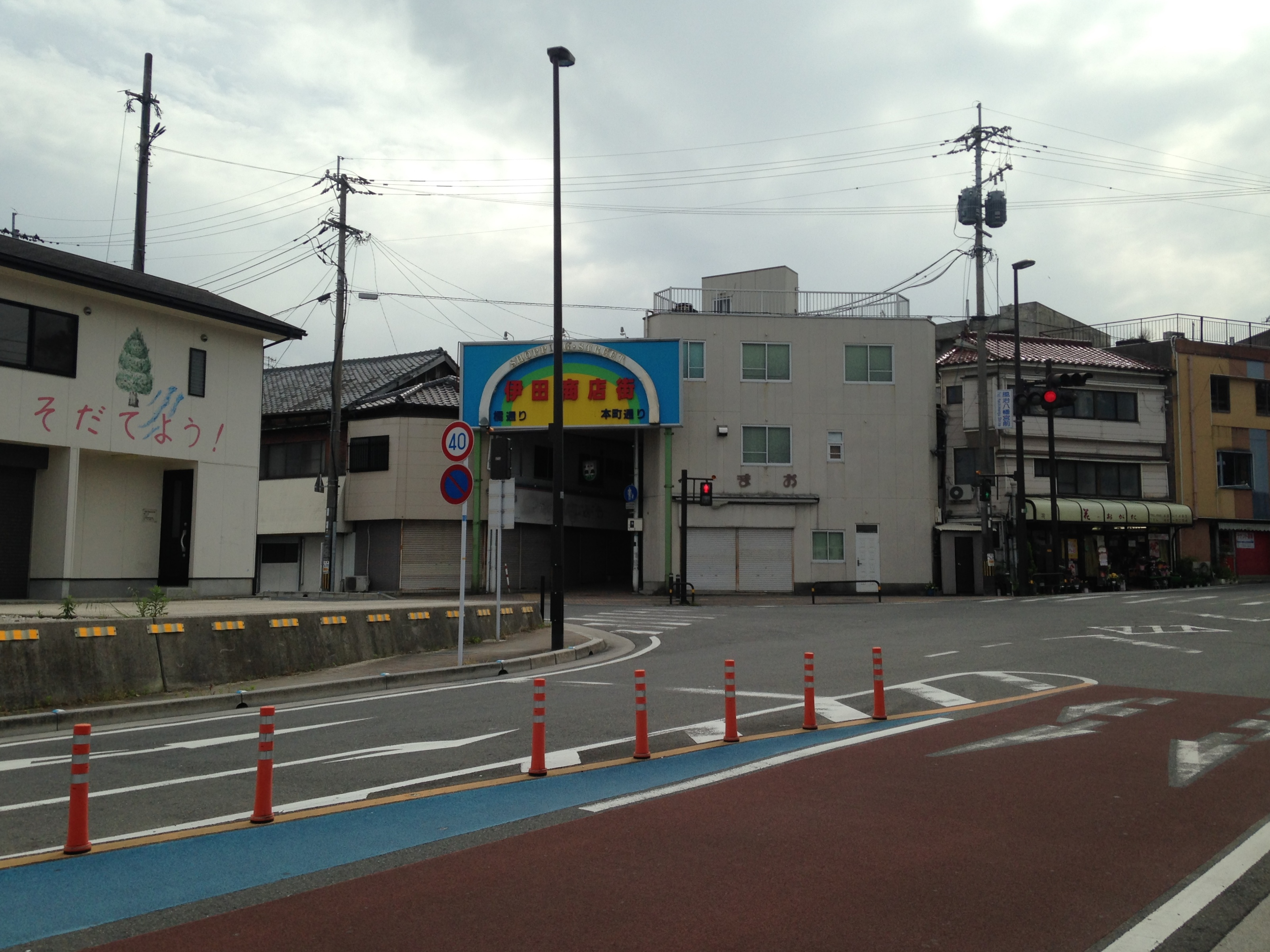
伊田商店街入口

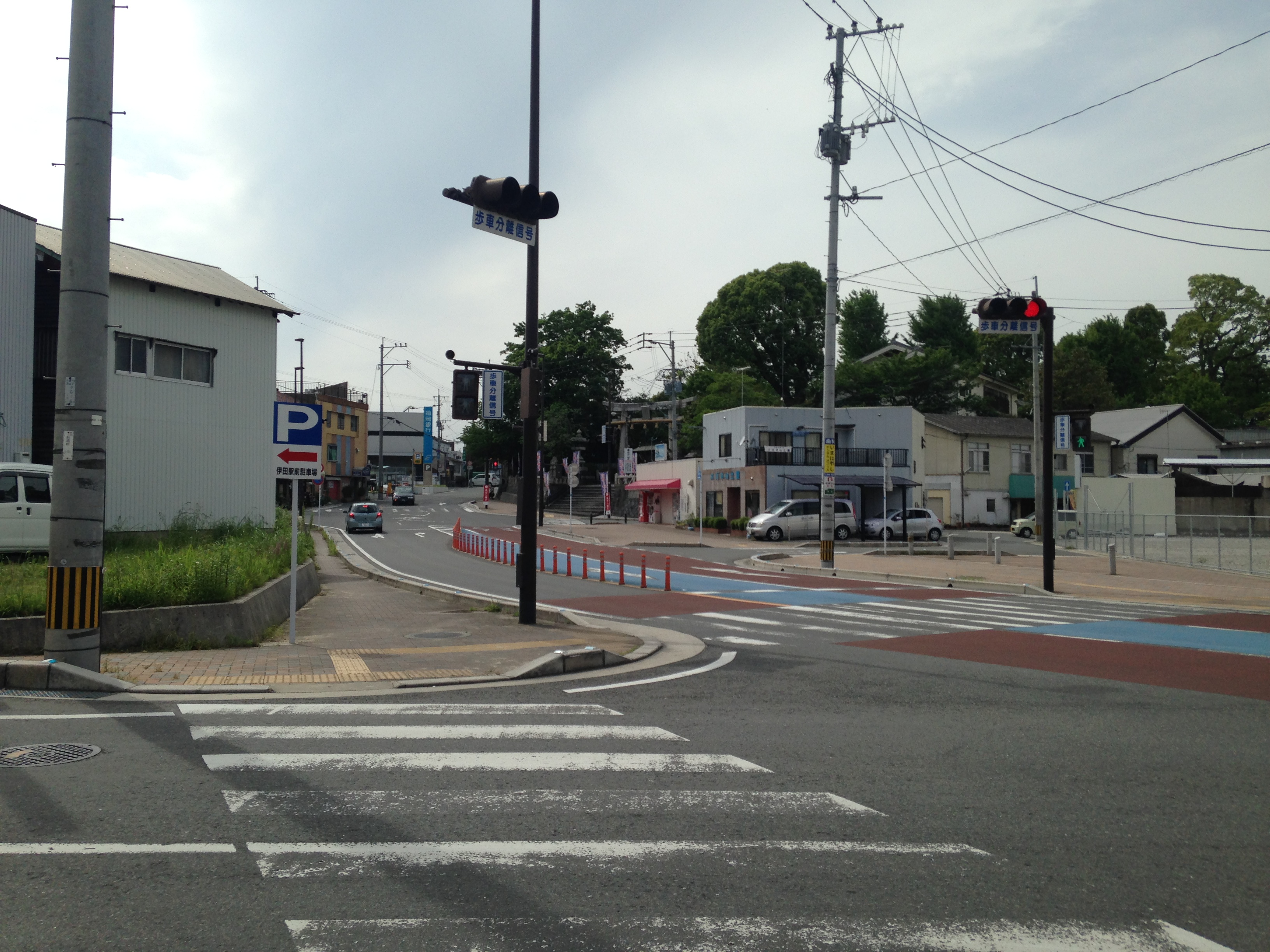
福岡県道204号田川犀川線（起点付近）。奥に風治八幡宮の鳥居が見える

1992年にミスターマックス田川バイパス店、1998年にサンリブ田川が川宮地区に開業。これにより、モータリゼーションによる郊外化へ拍車がかかり、中心部の伊田・後藤寺などの商店街は衰退が著しくなった。
かつては大型総合スーパーの寿屋が両市街地に立地（後藤寺には寿屋田川店、伊田には寿屋AXiS伊田店が立地）していたが、どちらも閉店・解体へと追い込まれている。
田川市は中心市街地の衰退に歯止めをかけるため、平成26年度に「田川伊田駅周辺地区都市再生整備事業」を開始した。この事業では、JR田川伊田駅のリニューアルや駅前広場の整備、市道鉄砲町後藤寺線の拡幅などが行われた。駅前広場については、予定地内に所在する地権者との移転交渉が難航したため、広場の一角に建物が残る形で整備する方針が決まった。
JR田川後藤寺駅周辺においても再開発が計画されており、駅前広場や憩いスペースの設置、後藤寺バスターミナルに代わるバスロータリーの設置が検討されている。事業の完了は2028年度末を予定。
旧田川東高校跡地（現 東鷹高校）は、1994年に白鳥工業団地へ移転してからは遊休地となっている。田川市が活用事業者を公募した結果、一時は大和ハウスリアルティマネジメントが事業主体となって商業施設を整備することが決定していたが、隣接する彦山川の河川拡幅事業の影響で白紙となった。
2016年6月には田川警察署の移転候補地として報道されたが、2022年に千代町の旧教育庁舎跡地（NTT横）への移転が決定した。開庁は2027年春を予定している。
- 伊田商店街 - 市内最大の商店街。JR田川伊田駅前から北西に延びる橘通りと本町通りから構成される。
- 田川ごとうじ銀天街 - JR田川後藤寺駅前から南に延びる商店街。近年は公式ホームページ上での「オンラインお買い物相談会」など、先進的な取り組みを実施している。
- 上本町商店街 - 田川ごとうじ銀天街から南に続く商店街。「プロムナード ごとうじ上本町商店街」という愛称がついている。アーケードを抜けた先は東西に商店が連なり、九州電力田川営業所付近から上本町交差点まで続いている。
- サンシャイン通り - 田川ごとうじ銀天街から道路を挟み北に続く商店街。以前は朝映通りと呼ばれていた。アーケードは設置されていない。

伊田・後藤寺両商店街では、買物客にコミュニティバスの片道無料乗車券を発行するなどして、集客向上に努めている。

### 商業施設
大型・複合商業施設
- サンリブ田川
- ハイパーモールメルクス田川
- Joy Plus（ジョイプラ）
- コスパ伊田

スーパーマーケット
- ハローデイ
- スーパー川食食彩館（川宮店・糒店）
- バリューリンク

ホームセンター・ディスカウントショップ
- ミスターマックス

- ナフコ
- スーパーセンタートライアル（田川店・田川後藤寺店）
- ルミエール
- ラ・ムー

家電量販店
- ヤマダデンキ
- ベスト電器

ドラッグストア
- ディスカウント ドラッグコスモス（後藤寺店・田川松原店・田川バイパス店）
- ドラッグコーエイ（後藤寺店・伊田店・三井伊田店・川宮店・メルクス田川店）

ファストフード
- マクドナルド
- モスバーガー
- すき家

弁当チェーン
- ほっともっと（田川後藤寺店・田川市役所前店・田川伊田店）

外食チェーン
- ジョイフル
- スシロー
- ガスト
- 資さんうどん
- 浜勝
- カレーハウスCoCo壱番屋
- はま寿司
- ウエスト
- 九州筑豊ラーメン 山小屋
- 山賊鍋（田川本店・田川バイパス店）

眼鏡店
- 眼鏡市場
- ビジョンメガネ

## 郵便
郵便局
- 伊田郵便局（集配局）
- 後藤寺郵便局（集配局）
- 大藪郵便局
- 田川松原郵便局
- 田川三井郵便局
- 田川平松郵便局
- 田川船尾郵便局
- 田川東町郵便局
- 田川糒郵便局
- 猪位金郵便局

簡易郵便局
- 川宮簡易郵便局
- 平原簡易郵便局
- 猪膝簡易郵便局

郵便番号
- 旧伊田町 : 825-00xx

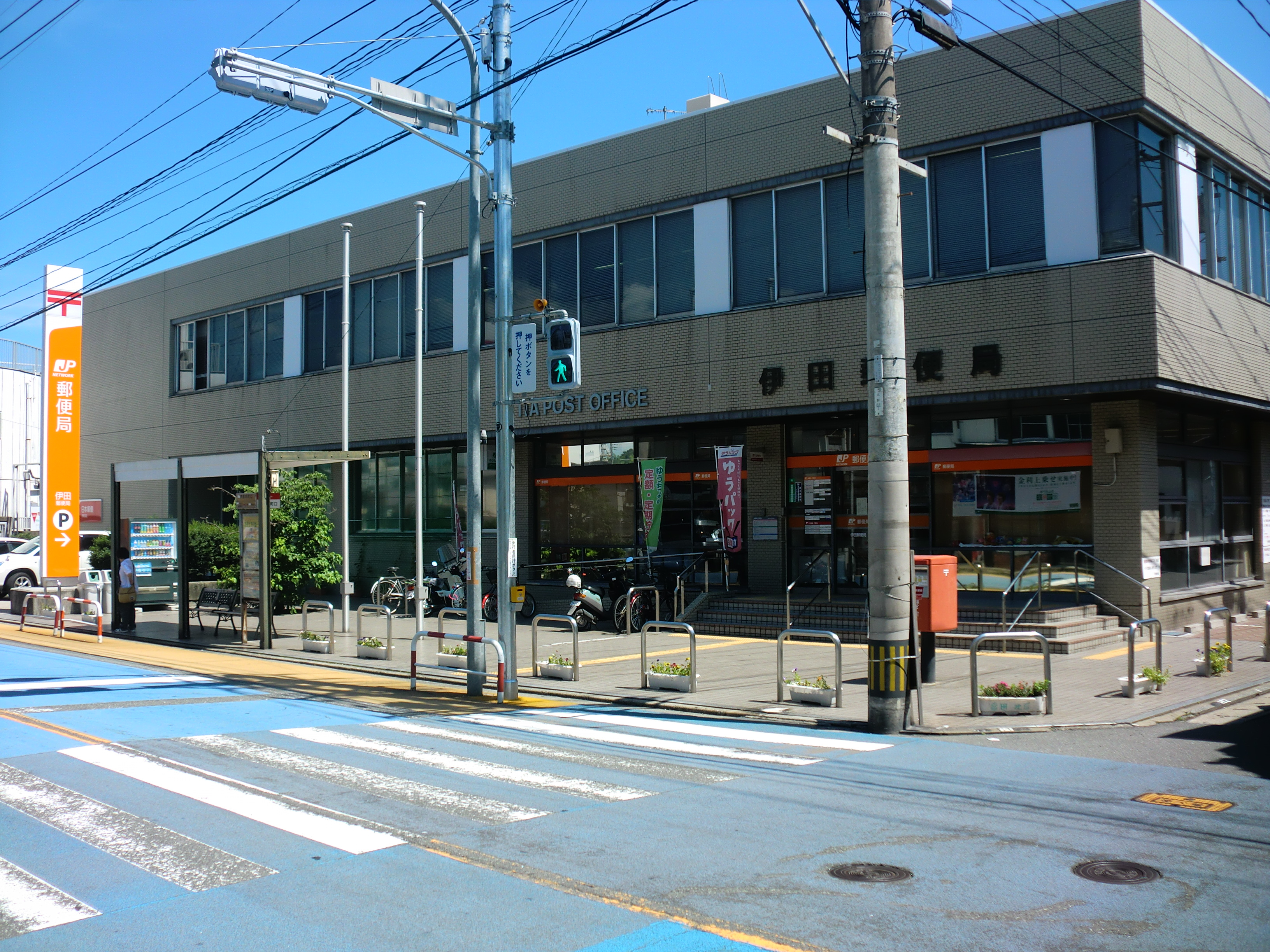
伊田郵便局

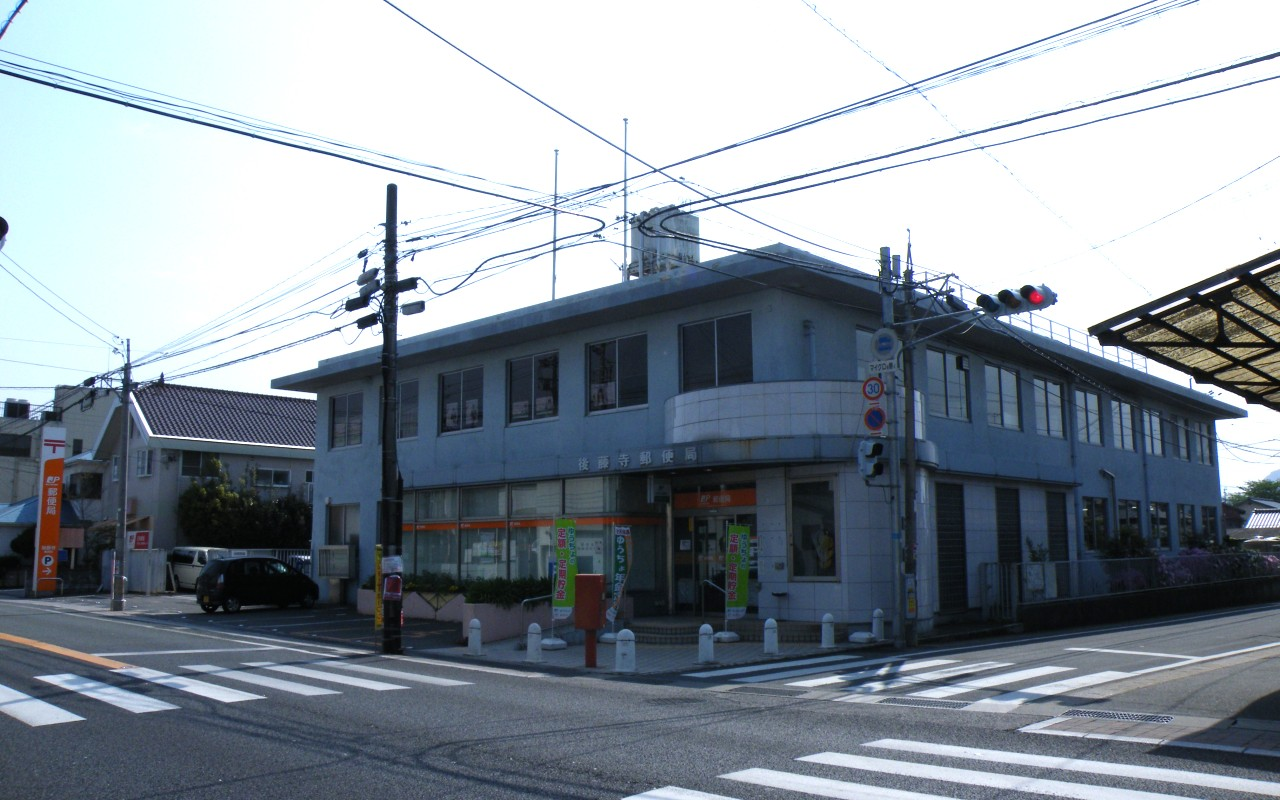
後藤寺郵便局

- 旧後藤寺町、旧猪位金村 : 826-00xx

## メディア

### 新聞
- 西日本新聞社田川支局
- 読売新聞田川通信部
- 朝日新聞田川支局
- 毎日新聞田川駐在

### テレビ・ラジオ
市内の地上デジタルテレビ放送およびFMラジオ放送は、主に行橋中継局からの放送波を受信している。行橋局の受信が困難な地域については、金国山に設置された後藤寺テレビ中継局、および香春町内にある香春テレビ中継局がカバーを行っている。
またAMラジオ放送については、主にNHK春日ラジオ放送所（NHKラジオ福岡親局）およびRKB・KBC和白ラジオ放送所（RKB・KBCラジオ福岡親局）の放送波を受信する。
| ID | 放送局名        | 放送局名        | コールサイン    | 物理チャンネル | 物理チャンネル | 物理チャンネル |
| ID | 放送局名        | 放送局名        | コールサイン    | 行橋局         | 後藤寺局       | 香春局         |
| -- | --------------- | --------------- | --------------- | -------------- | -------------- | -------------- |
| 1  | KBC九州朝日放送 | KBC九州朝日放送 | 無し （中継局） | 31ch           | 23ch           | 44ch           |
| 2  | NHK北九州       | Eテレ           | 無し （中継局） | 42ch           | 42ch           | 22ch           |
| 3  | NHK北九州       | 総合            | 無し （中継局） | 40ch           | 43ch           | 15ch           |
| 4  | RKB毎日放送     | RKB毎日放送     | 無し （中継局） | 30ch           | 30ch           | 48ch           |
| 5  | FBS福岡放送     | FBS福岡放送     | 無し （中継局） | 32ch           | 20ch           | 37ch           |
| 7  | TVQ九州放送     | TVQ九州放送     | 無し （中継局） | 27ch           | 26ch           | 28ch           |
| 8  | TNCテレビ西日本 | TNCテレビ西日本 | 無し （中継局） | 29ch           | 29ch           | 34ch           |

| 放送局名              | コールサイン    | 周波数（行橋局） |
| --------------------- | --------------- | ---------------- |
| FM FUKUOKA            | 無し （中継局） | 81.8 MHz         |
| NHK北九州FM           | 無し （中継局） | 83.6 MHz         |
| CROSS FM              | 無し （中継局） | 87.2 MHz         |
| KBCラジオ（FM補完局） | 無し （中継局） | 92.7 MHz         |
| RKBラジオ（FM補完局） | 無し （中継局） | 94.8 MHz         |

AMラジオ
| 放送局名  | 放送局名  | コールサイン | 周波数（福岡親局） |
| --------- | --------- | ------------ | ------------------ |
| NHK福岡   | ラジオ第1 | JOLK         | 612 kHz            |
| NHK福岡   | ラジオ第2 | JOLB         | 1017 kHz           |
| RKBラジオ | RKBラジオ | JOFR         | 1278 kHz           |
| KBCラジオ | KBCラジオ | JOIF         | 1413 kHz           |

#### ケーブルテレビ
2021年7月現在、市内においてケーブルテレビのサービスを展開している事業者はいない。

#### コミュニティラジオ
市内にコミュニティラジオ局は存在しない。
2017年頃に田川と関わりのある有志が集って「FMたがわ（仮）開局準備室」を設置したり、2019年には市内に拠点を置く株式会社共同ポケットが「リバーサイドFM」の開局を目指して活動したりと、コミュニティFM放送局の開局に向けた動きが何度かあったものの、2021年2月時点では実現に至っていない。
その後、共同ポケットはYouTubeを活用したインターネットラジオに方針転換し「リバーサイドラジオ」のチャンネル名で配信を行っている。

## 交通

### 鉄道
市の中心となる駅は田川後藤寺駅である。

田川市周辺の鉄道路線
（平成筑豊鉄道の路線図より）

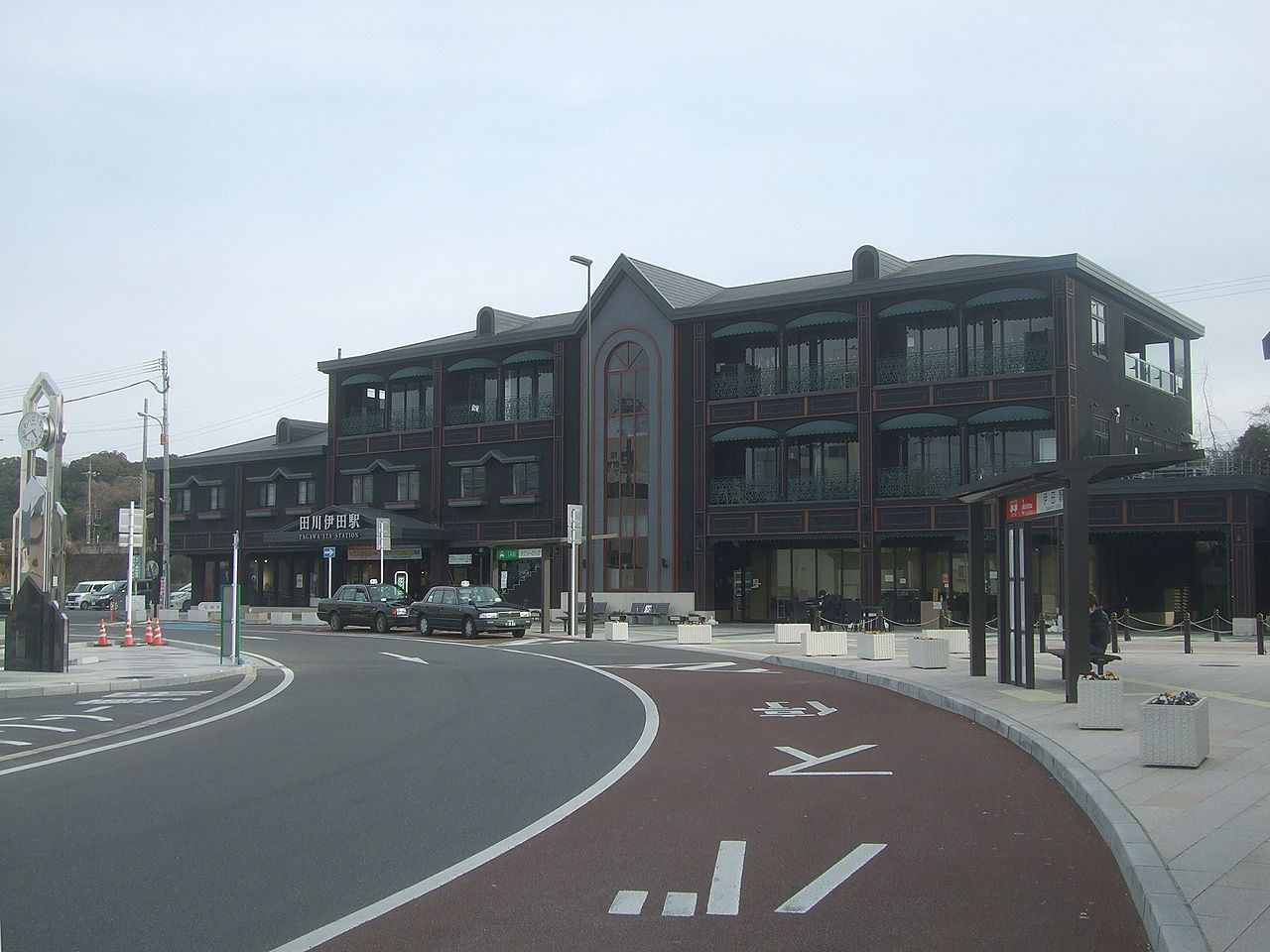
田川伊田駅

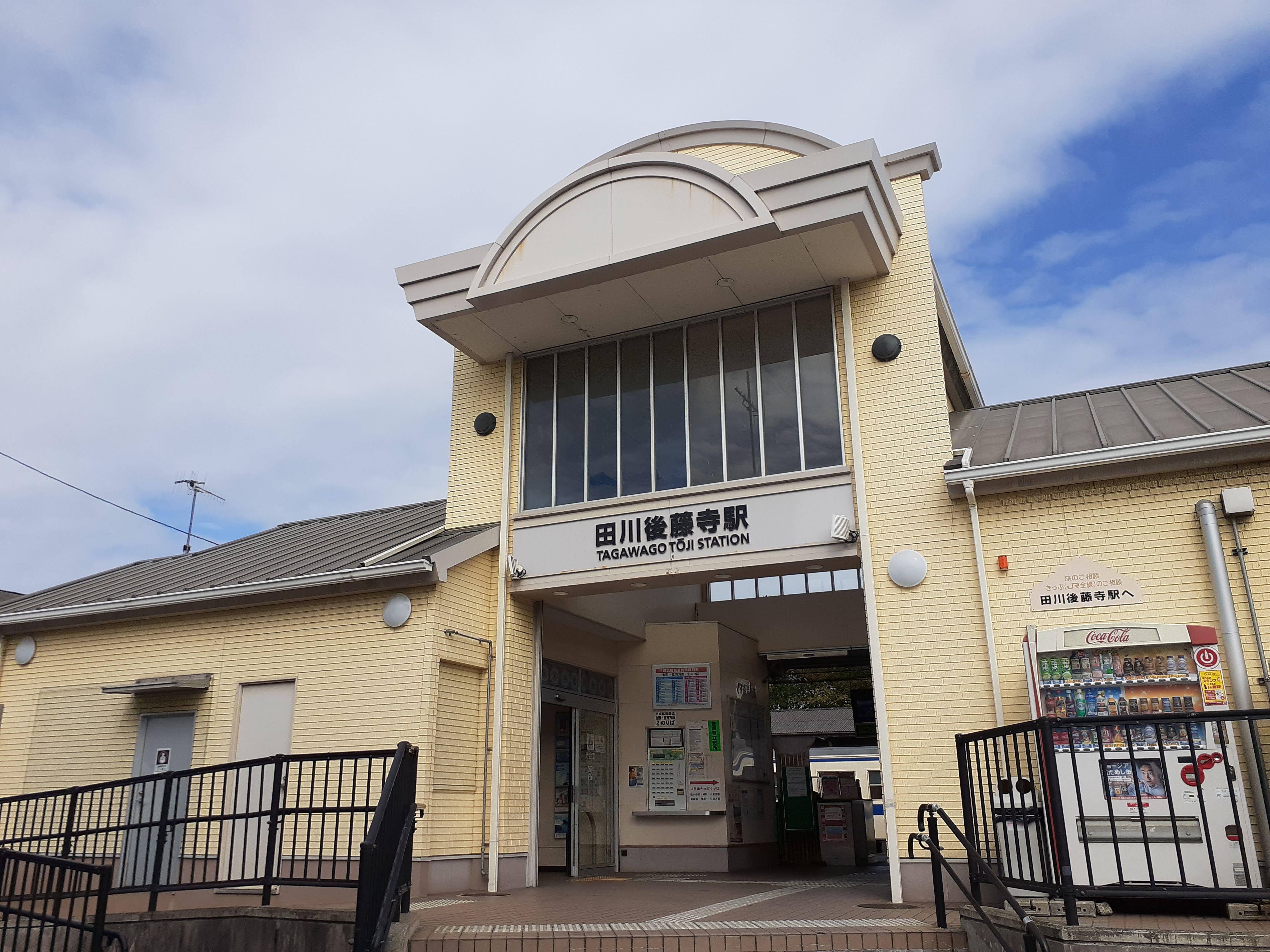
田川後藤寺駅

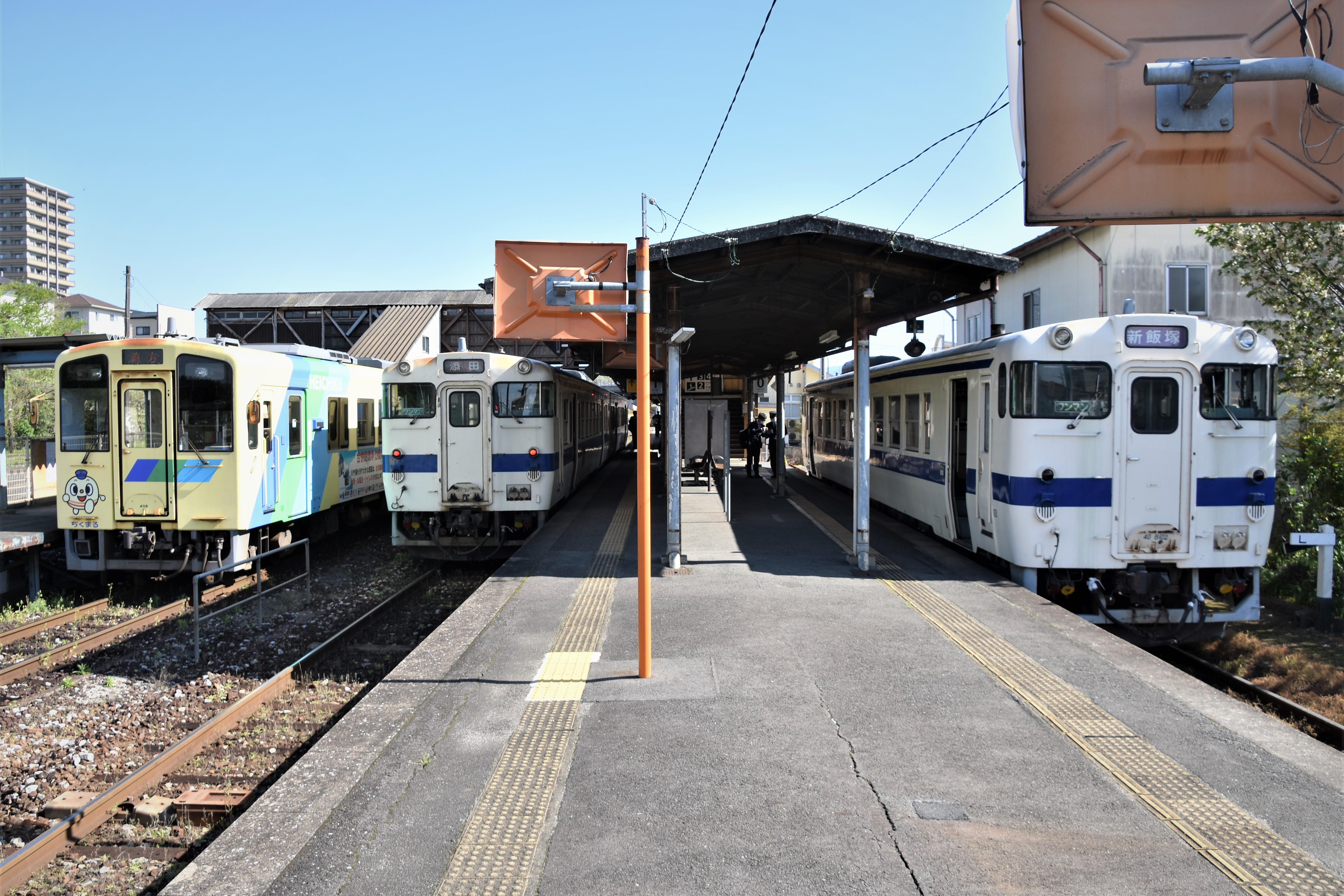
田川後藤寺駅のホーム

田川市は伊田町と後藤寺町が対等合併して発足した市であるため、それぞれの中心駅であった「伊田駅」と「後藤寺駅」のどちらが市の中心駅として「田川駅」を名乗るか論争になった経緯がある。結局は両駅を市の中心駅として扱うこととし、また市の中心をアピールするため駅名の頭に「田川」を付けることで決着した。
列車の運行上においては、JR九州では田川後藤寺駅が起終点となることが多く、平成筑豊鉄道では田川伊田駅が起終点となることが多い。ただし、平成筑豊鉄道糸田線については田川伊田駅を通っておらず、田川後藤寺駅が終着駅となっている。
九州旅客鉄道（JR九州）
- 日田彦山線
  - 田川伊田駅 - 田川後藤寺駅
- 後藤寺線
  - 船尾駅 - 田川後藤寺駅

平成筑豊鉄道
- ■ 田川線・■ 伊田線
  - 上伊田駅 - 田川伊田駅 - 下伊田駅 - 田川市立病院駅 - 糒駅
- ■ 糸田線
  - 大藪駅 - 田川後藤寺駅

### バス
西鉄バスが田川市と近隣市町村、福岡市などを結ぶ路線バスを運行しているほか、西鉄バスの通らない市内地域のバス交通として田川市コミュニティバスが運行されている。
1959年に田川後藤寺駅付近に後藤寺バスセンターが開設され、半世紀以上にわたり、田川市の西鉄バス路線の拠点として長距離バスや各方面への路線バスが数多く発着していたが、建物の老朽化が進んだことから2016年9月末を以って閉鎖された。これにより、同年10月1日以降からは発着場の変更が行われた。

#### 長距離バス
西鉄バスによる運行。国道201号・八木山バイパスを経由し田川市と香春町・飯塚市・福岡市などを結ぶ筑豊特急・直行がある。これらは全便西鉄後藤寺を発着または経由し、飯塚市・福岡市の中心部に発着するほか、糸田町・篠栗町・粕屋町内にも停車地がある。
- 香春町 - 田川市 - 糸田町 - 飯塚市 - 篠栗町 - 粕屋町 - 福岡市
  - 筑豊特急 - 香春町役場・福岡県立大学・西鉄後藤寺発着。飯塚市中心部の飯塚バスターミナル・新飯塚駅を経由する。
  - 直行 - 福岡県立大学発着、飯塚庄内田川バイパス経由で飯塚市中心部を経由せず田川市と福岡市を短時間で結ぶ。

#### 一般路線バス

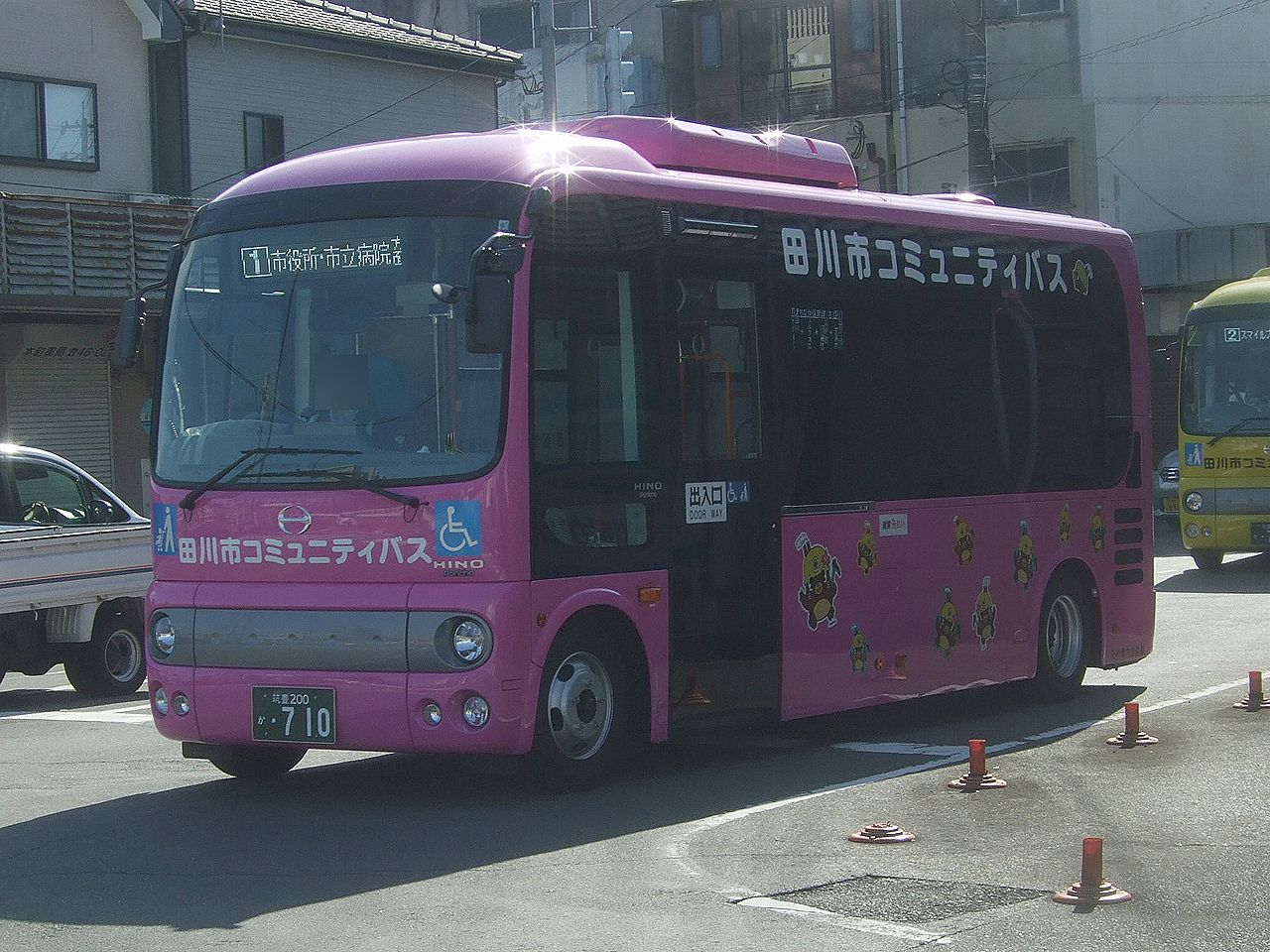
田川市コミュニティバス
（まちなか循環線）

- 西鉄バス（西鉄バス筑豊） - 西鉄後藤寺を拠点に、川崎町を経由し田川市と添田町を結ぶ路線を運行している。かつては田川市から周辺の多くの市町村への路線があったが、人口減、モータリゼーション進行、平成筑豊鉄道の開業、近年の乗務員不足など様々な理由で路線の見直しが行われ現在はこの1路線のみである。
  - 10：西鉄後藤寺営業所 - 川崎町 - 添田駅 - めんべい添田町工場
- 田川市コミュニティバス - 田川市が田川構内自動車に委託し7路線（8系統）を運行している。いずれも平日のみ運行。
- 嘉麻市バス - 嘉麻市のコミュニティバス。嘉麻市との市境近くにある坂谷で田川市コミュニティバスと接続している。坂谷は田川市内に位置しており嘉麻市バス側が田川市内にわずかに乗り入れる形となる。
  - 熊ヶ畑桂川線：桂川駅 - 碓井支所 - 総合バスステーション - 生涯学習館（山田支所） - 坂谷
- 大任町コミュニティバス - 大任町のコミュニティバスで、田川伊田駅を起終点とし、大任町内各地を通る。
  - 伊田駅 - 役場口 - 狐塚

### 道路

#### 高速道路
市内にはいかなる形態の高速道路も通っていない。最寄りとなるインターチェンジは以下の通り。
E3 九州自動車道
- (3) 小倉南インターチェンジ
- (4) 八幡インターチェンジ
- (7) 福岡インターチェンジ

E10 東九州自動車道
- (2) 行橋インターチェンジ
- (2-1) 今川スマートインターチェンジ ※ETC専用インター
- (3) みやこ豊津インターチェンジ

#### 一般国道
- 国道201号 - 市の中心市街地の北側を横断する。西は飯塚市・福岡市などに、東は行橋市・苅田町などに通じる。
- 国道322号 - 中心市街地を貫き北東から南西に延びる。北東は北九州市に、南西は嘉麻市・朝倉市・久留米市などに通じる。

#### 県道
主要地方道
- 福岡県道22号田川直方線
- 福岡県道52号八女香春線
- 福岡県道67号田川桑野線
- 福岡県道95号添田赤池線

### 空港
- 最寄りの空港は、北九州空港または福岡空港。

### 主要都市までの距離
- 福岡県
  - 福岡市 - 43 km
  - 北九州市 - 32 km
  - 飯塚市 - 12 km
  - 直方市 - 15 km
  - 行橋市 - 20 km
  - 朝倉市 - 37 km
  - 久留米市 - 57 km
- 大分県
  - 中津市 - 43 km
  - 日田市 - 50 km
  - 宇佐市 - 60 km

## 祭り・イベント

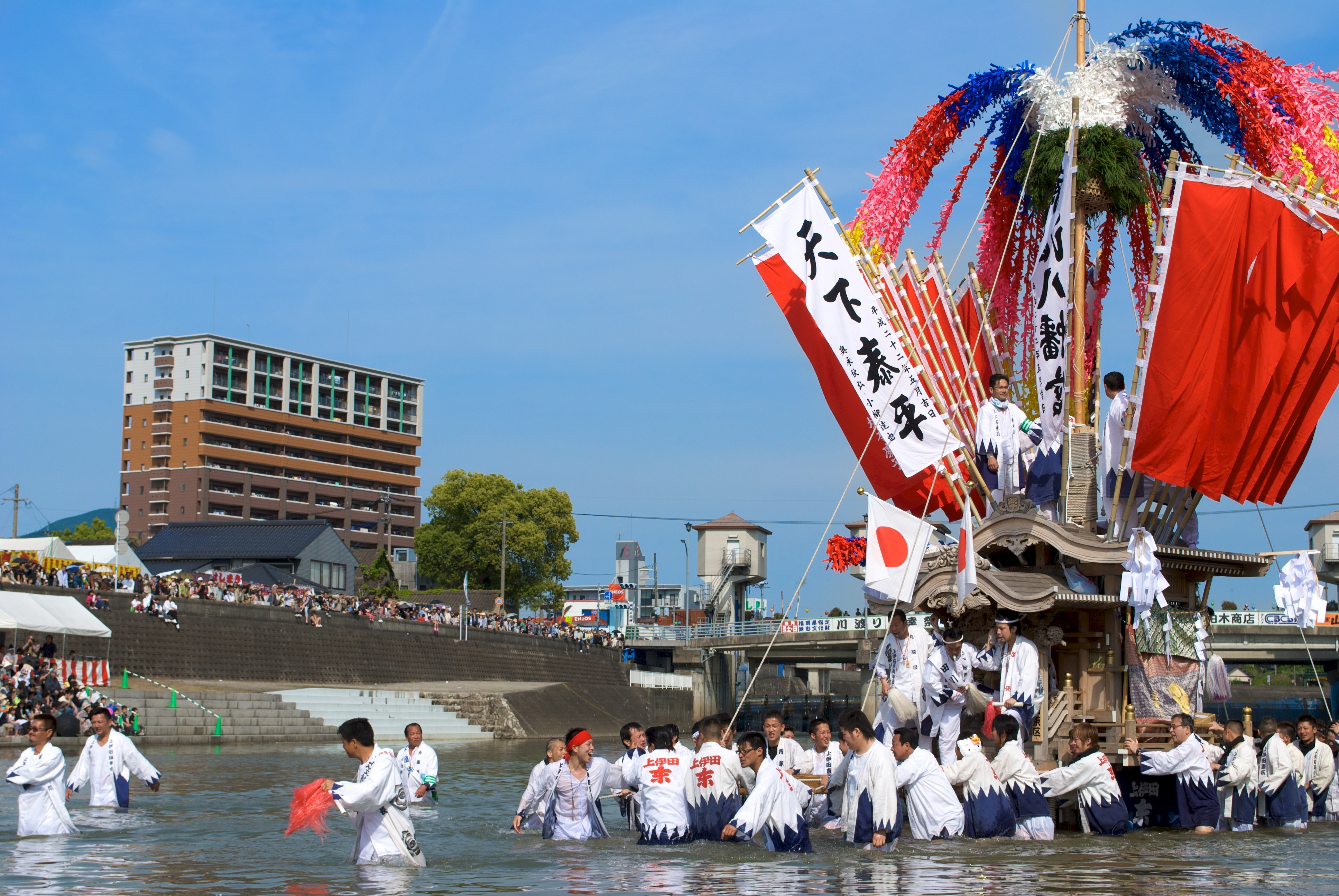
川渡り神幸祭

- 川渡り神幸祭（5月） - 風治八幡神社に伝わる伝統の祭り。2日間にわたり、彦山川を2基の神輿と11基の山笠が渡る。福岡県の5大祭りの1つ。福岡県の無形民俗文化財にも指定されている。
- 岩戸神楽 - 春日神社に伝わる祭り。江戸時代から伝えられている。神幸祭（5月）、夏越祭（8月）神待祭（10月）の際に奉納される。福岡県の無形民俗文化財にも指定されている。
- 伊加利人形芝居 - 起源は江戸末期の1865年（慶応元年）。正月初巳の日に人形芝居を奉納する。福岡県の無形民俗文化財にも指定されている。
- TAGAWAコールマイン・フェスティバル（11月） - 炭坑節まつりとも呼ばれており、毎年11月の第1土曜日とその前日の2日間にわたり開催される。

## 名所・観光スポット

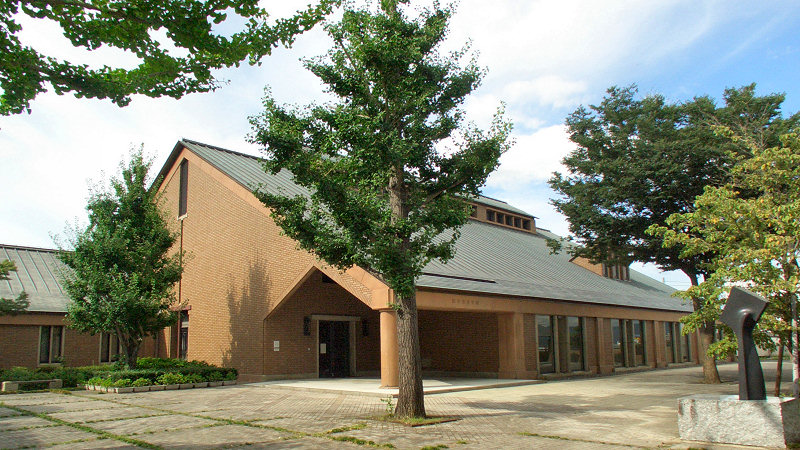
田川市美術館

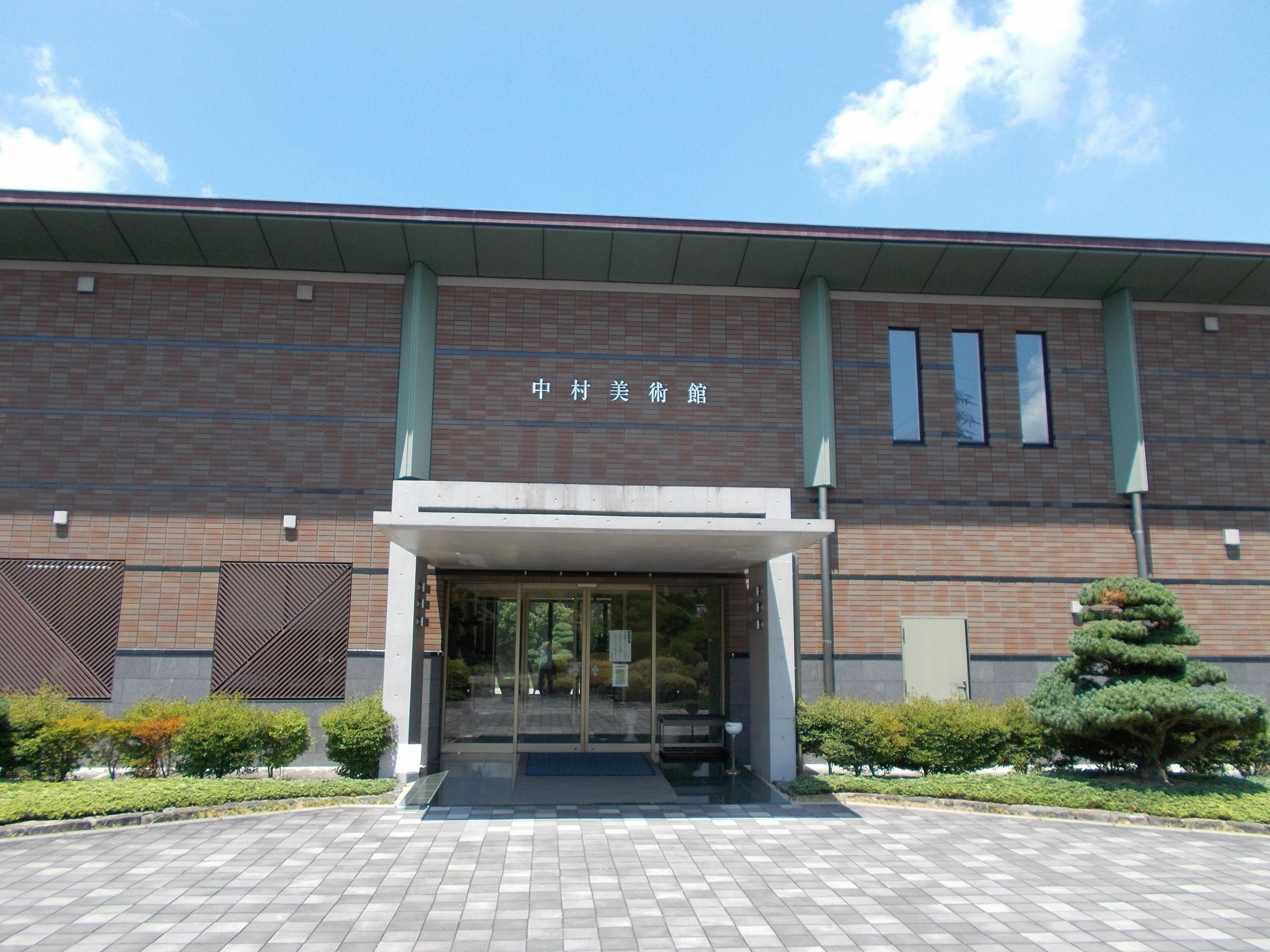
中村美術館

### 博物館
- 田川市石炭・歴史博物館 - 田川の炭鉱関係の資料、古代から現代までの歴史、山本作兵衛の炭鉱記録画などを展示している。石炭記念公園に隣接。

### 美術館
- 田川市美術館
- 中村美術館
- 現代美術ギャラリーto.ko.po.la

### 公園・レジャー
- 石炭記念公園 - 炭坑節にも歌われた2本の煙突や巻き上げ機が保存されている。

- 田川文化センター・青少年文化ホール
- 田川市民プール
- 池のおく園
- 田川中央公園
- 丸山公園 - 後藤寺地区にある桜の名所。
- 成道寺公園 - 伊田地区にあるツツジの名所。
- 岩屋鍾乳洞 - 県指定文化財
- ロマンスヶ丘
- 松原温泉

### 祭事・催事
- 川渡り神幸祭（彦山川河川敷、5月第3土曜日とその翌日）
- 春日神社神幸祭（春日神社、5月の第4土曜日とその翌日）
- TAGAWAコールマイン・フェスティバル（石炭記念公園、11月第1日曜日とその前日）

### 神社・寺院
- 風治八幡宮 - 川渡り神幸祭の舞台となる神社。田川伊田駅近くにある。
- 春日神社 - 岩戸神楽の舞台となる神社。田川後藤寺駅近くにある。
- 成道寺 - 小督局の供養塔、南北朝時代の石造七重塔がある。
- 平等寺 (三井寺) - 風鈴のトンネルで有名。ガッツポーズ地蔵、笑顔がでない人 ほほえみ地蔵、親子地蔵・個性豊かな八本地蔵、八方ふさがりの人千手観世音菩薩などがある。
- 白鳥神社
- 大法山天慎寺
- 西福寺

### 旧跡
- 三井田川鉱業所伊田坑跡 - 国指定史跡
- 旧三井田川鉱業所 第一・第二煙突 - 国登録有形文化財
- 旧三井田川鉱業所伊田竪坑櫓 - 国登録有形文化財
- 旧林田春次郎家住宅本屋・迎賓館 - 国登録有形文化財
- 旧三井田川鉱業所 六坑ボタ山
- 岩屋鍾乳洞 - 県指定文化財
- セスドノ古墳 - 県指定文化財
- 夏吉古墳群

## 田川市を舞台とした作品
- 「青春の門」 - 五木寛之原作の小説。
- 「木綿のハンカチーフ」 - 故郷のモデル。
- 「東京タワー 〜オカンとボクと、時々、オトン〜 (映画)」 - リリー・フランキー原作。
- 『夏、至るころ』

## 名誉市民
- 坂田九十百 (1898−1983) - 元田川市長
- 滝井義高 (1915−2005) - 元田川市長

## 出身者

### 政治
- 滝井義高 - 元田川市長。
- 合原由作 - 元北海道恵庭市長

### スポーツ
- 大久保弘司 - 元プロ野球選手。
- 小田孔明 - プロゴルファー。
- 香月清人 - 柔道家。
- 坂本博之 - 元プロボクサー。
- 猿渡寛茂 - 元プロ野球選手。
- 辻村明須香 - プロゴルファー。
- 手嶋多一 - プロゴルファー。
- 中冨伸一 - プロバイクレーサー
- 藤田山忠義 - 元力士。
- 松井義弥 - プロ野球選手。

### 学術
- 末松保和 - 歴史学者。

### 実業
- 渡邉文男 - 実業家。

### 料理
- 宮成なみ - 料理研究家。

### 芸能
- 安部慎一 - 漫画家。
- 大和田紗希 - 女優。
- 緒方賢一 - 声優。
- 大土井裕二 - ベーシスト。
- ギチ - お笑いコンビ。
- 小松昌平 - 声優。
- タイガー立石 - 画家、漫画家。
- 武内享 - ギタリスト。
- 中島かずき - 劇作家。
- 中ノ森文子 - シンガーソングライター。
- バカリズム - お笑い芸人。
- 真木ひでと - 歌手。
- 笠浩二 - ドラマー。

### 出身ではないが、ゆかりのある人物
※あいうえお順に記載。
- IKKO - メイクアップアーティスト・ヘアメイクアーティスト、タレント。西田川高校卒業。出身は田川郡方城町（現・福智町）。
- 井上陽水 - 歌手・音楽プロデューサー。西田川高校卒業。生まれは嘉穂郡幸袋町（現・飯塚市）で、少年時代のほとんどを田川郡糸田町で過ごした。
- 小峠英二（バイきんぐ） - お笑い芸人。東鷹高校卒業。出身は田川郡大任町。
- 高良健吾- 俳優。両親の実家は田川市。出身地は熊本県熊本市。
- 宅麻伸 - 俳優。田川市の小学校を卒業。出身は岡山県玉野市。
- 平山泰朗 - 衆議院議員。出生地ではあるが、出身地は長崎県壱岐市としている。
- 山倉和博 - 元プロ野球選手（巨人軍）。出生地ではあるが、出身地は愛知県大府市としている。
- 山崎ハコ - 歌手。「織江の歌」の中で田川市の風景が歌われている。
- 山下洋輔 - ジャズピアニスト。小学校3年生から中学校1年生半ばまで田川市で過ごす。出身は東京都。